# 多布里亞尼奇
49°33′53″N 24°31′30″E / 49.56472°N 24.52500°E
多布里亞尼奇（烏克蘭語：Добряничі），是烏克蘭西部的村莊，隸屬利維夫州的利維夫區。該村面積1.6平方公里，海拔高度323米，2001年人口379，人口密度每平方公里236.88人。